# Revolution Void
Revolution Void è un progetto musicale nu jazz di Jonah Dempcy, formato a Seattle, Washington nel 1998. I lavori dei Revolution Void hanno incluso collaborazioni con Lucas Pickford, Cochemea Gastelum, Seamus Blake, Matthew Garrison ed il batterista di Santana Michael Shrieve. Tutti i loro lavori sono stati pubblicati sotto licenza Creative Commons.
Il suono dei Revolution Void è stato descritto come un mix eclettico di generi difficile da classificare, così come affermato su All Music Guide:
(Matt Borghi. allmusic.com)
Inoltre, la Revolution Void Records è una netlabel fondata da Jonah a Seattle, incentrata nel nu jazz, il downtempo e l'hip hop strumentale.

## Discografia

### Album di studio
- 2000 - Like a Secret Dream
- 2004 - Increase the Dosage
- 2006 - Thread Soul
- 2008 - The Politics of Desire
- 2011 - Let 1,000 Flowers Bloom

### Album dal vivo
- 2004 - Live @ Endfest 2000